# Difracción de polvo

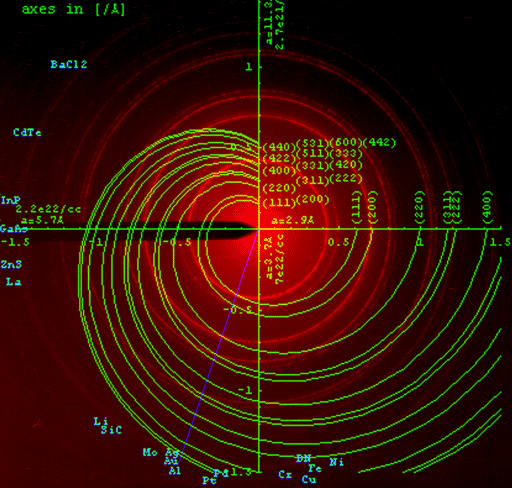
Patrón electrónico de polvo (rojo) de una película de Al con una cobertura fcc espiral (verde) y una línea de intersecciones (azul) que determina el parámetro de la red.

La difracción de polvo es una técnica científica que consiste en el análisis de muestras microcristalinas («polvo») mediante la  difracción de rayos X, neutrones, o electrones para realizar la caracterización estructural de materiales. El instrumento específico para llevar a cabo estas mediciones es denominado difractómetro de polvo.
Cuando un haz de rayos X, electrones o neutrones incide sobre una pequeña muestra de material en forma de polvo, es desviado de su trayectoria inicial al interactuar con los átomos que componen la muestra y da lugar a un patrón de difracción. Uno o varios sensores o detectores electrónicos de alta precisión que rodean la muestra registran la dirección e intensidad de los rayos o partículas difractados. El procesamiento matemático de la información medida por los sensores permite determinar la organización de las moléculas en el material y la posición de los átomos que las componen.
La difracción de polvos es una técnica sencilla desde el punto de vista experimental. Dado que la física que subyace a la difracción es bien conocida, se puede obtener una cantidad muy grande de información. Se puede obtener un análisis cualitativo y cuantitativo de las fases componentes de la muestra; determinar el tamaño, la deformación y la nanoestructura de los cristalitos; y calcular la textura y estructura local de los cristales. La capacidad de analizar materiales multifásicos también permite analizar cómo interactúan los materiales en una matriz determinada, como una pastilla farmacéutica, una placa de circuitos, una soldadura mecánica, una muestra de núcleo geológico, cemento y hormigón, o un pigmento en una pintura histórica.
La difracción de polvos, se aplica comúnmente para caracterizar minerales, cerámicas, metales y aleaciones, catalizadores, polímeros, productos farmacéuticos, compuestos orgánicos, muestras medioambientales y forenses, entre otros. 
La difracción de polvo contrasta con las técnicas de difracción basadas en el análisis de un solo cristal bien ordenado.

## Explicación
Un difractómetro produce radiación electromagnética (ondas) con longitud de onda y frecuencia conocidas, que vienen determinadas por su fuente. La fuente suele ser rayos X, porque es el único tipo de energía con la longitud de onda óptima para la difracción a escala interatómica. Sin embargo, los electrones y neutrones también son fuentes comunes, con su frecuencia determinada por su longitud de onda de Broglie. Cuando estas ondas llegan a la muestra, el haz entrante se refleja en la superficie o puede entrar en la red y ser difractado por los átomos presentes en la muestra. Si los átomos están dispuestos simétricamente con una distancia de separación d, estas ondas interferirán constructivamente sólo donde la diferencia de longitud de camino 2dsin θ sea igual a un múltiplo entero de la longitud de onda, produciendo un máximo de difracción de acuerdo con la ley de Bragg. Estas ondas interfieren destructivamente en los puntos entre las intersecciones donde las ondas están desfasadas, y no dan lugar a puntos brillantes en el patrón de difracción. Dado que la propia muestra actúa como rejilla de difracción, este espaciado es el espaciado entre átomos.
La distinción entre la difracción de polvo y la de monocristal es el grado de texturización de la muestra. Los monocristales tienen una textura máxima y se dice que son anisótropos. Por el contrario, en la difracción de polvo, todas las orientaciones cristalinas posibles están representadas por igual en una muestra en polvo, y el caso es isótropo. La difracción de rayos X en polvo (PXRD) funciona bajo el supuesto de que la muestra está dispuesta aleatoriamente. Por lo tanto, un número estadísticamente significativo de cada plano de la estructura cristalina estará en la orientación adecuada para difractar los rayos X. Por lo tanto, cada plano estará representado en la señal. En la práctica, a veces es necesario rotar la orientación de la muestra para eliminar los efectos de la texturización y lograr una verdadera aleatoriedad.
Matemáticamente, los cristales pueden describirse mediante una red de Bravais con cierta regularidad en el espaciado entre átomos. Debido a esta regularidad, podemos describir esta estructura de una forma diferente utilizando la red recíproca, que se relaciona con la estructura original mediante una transformada de Fourier. Este espacio tridimensional puede describirse con ejes recíprocos x*, y*, y z* o alternativamente en coordenadas esféricas q, φ*, y χ*. En la difracción de polvo, la intensidad es homogénea sobre φ* y χ*, y sólo q permanece como una cantidad medible importante. Esto se debe a que el promediado orientacional hace que el espacio recíproco tridimensional que se estudia en la difracción de un solo cristal se proyecte en una sola dimensión.

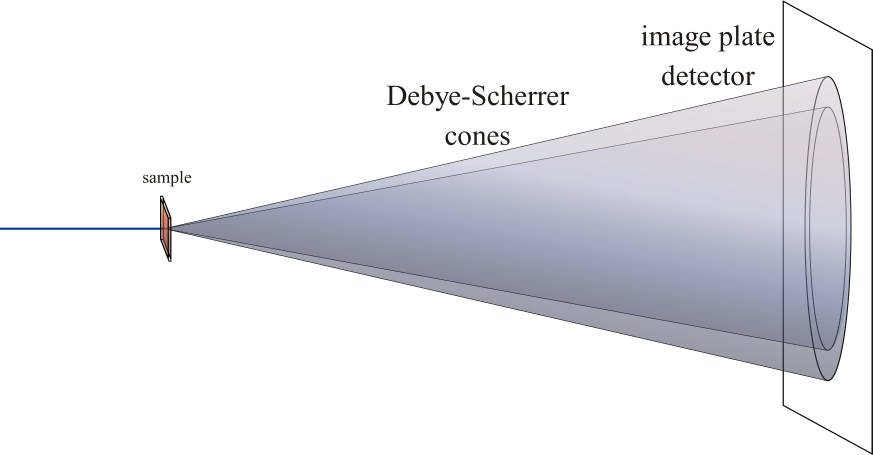
Estructura de difracción de polvo bidimensional con detector de placa plana..

Cuando la radiación dispersa se recoge en un detector de placa plana, el promedio rotacional conduce a anillos de difracción suaves alrededor del eje del haz, en lugar de las manchas de Laue discretas observadas en la difracción de un solo cristal. El ángulo entre el eje del haz y el anillo se denomina ángulo de dispersión y en cristalografía de rayos X siempre se denota como 2θ (en dispersión de luz visible la convención suele ser llamarlo θ). De acuerdo con la ley de Bragg, cada anillo corresponde a un vector  particular G de la red recíproca en el cristal de muestra. Esto conduce a la definición del vector de dispersión como:
{\displaystyle |G|=q=2k\sin(\theta )={\frac {4\pi }{\lambda }}\sin(\theta ).}
En esta ecuación, G es el vector recíproco de la red, q es la longitud del vector recíproco de la red, k es el vector de transferencia de momento, θ es la mitad del ángulo de dispersión, y λ es la longitud de onda de la fuente. Los datos de difracción de polvo se presentan normalmente como un difractograma en el que la intensidad difractada, I, se muestra como una función del ángulo de dispersión 2θ o como una función de la longitud del vector de dispersión q. Esta última variable tiene la ventaja de que el difractograma ya no depende del valor de la longitud de onda λ. La aparición de las fuentes de sincrotrón ha ampliado considerablemente las opciones para la selección de la longitud de onda. Para facilitar la comparabilidad de los datos obtenidos con diferentes longitudes de onda el uso de q es por lo tanto recomendado y ha ganado aceptabilidad.

## Usos
En relación con otros métodos de análisis, la difracción de polvos permite el análisis rápido y no destructivo de mezclas multicomponentes sin necesidad de una preparación exhaustiva de la muestra. Esto proporciona a los laboratorios de todo el mundo la capacidad de analizar rápidamente materiales desconocidos y realizar la caracterización de materiales en campos como la metalurgia, la mineralogía, la química, la ciencia forense, la arqueología, la física de la materia condensada y las ciencias biológicas y farmacéuticas. La identificación se realiza comparando el patrón de difracción con un patrón conocido o con una base de datos como el archivo de difracción de polvos del Centro Internacional de Datos de Difracción o la Base de Datos Estructurales de Cambridge (CSD). Los avances en hardware y software, en particular la mejora de la óptica y los detectores rápidos, han mejorado drásticamente la capacidad analítica de la técnica, especialmente en relación con la velocidad del análisis. La física fundamental en la que se basa la técnica proporciona una gran precisión y exactitud en la medición de las separaciones interplanares, a veces de fracciones de Ångström, lo que da lugar a identificaciones fidedignas utilizadas con frecuencia en patentes, casos penales y otros ámbitos de la aplicación de la ley. La capacidad de analizar materiales multifásicos también permite analizar cómo interactúan los materiales en una matriz determinada, como una pastilla farmacéutica, una placa de circuitos, una soldadura mecánica, una muestra de núcleo geológico, cemento y hormigón, o un pigmento encontrado en una pintura histórica. El método se ha utilizado históricamente para la identificación y clasificación de minerales, pero puede emplearse para casi cualquier material, incluso los amorfos, siempre que se conozca o pueda construirse un patrón de referencia adecuado.

### Identificación de fases
El uso más extendido de la difracción de polvos es la identificación y caracterización de sólidos cristalinos, cada uno de los cuales produce un patrón de difracción distintivo. Tanto las posiciones (correspondientes a los espaciamientos de la red) como la intensidad relativa de las líneas en un patrón de difracción son indicativas de una fase y material concretos, proporcionando una "huella dactilar" para la comparación. Una mezcla multifásica, por ejemplo una muestra de suelo, mostrará más de un patrón superpuesto, lo que permitirá determinar las concentraciones relativas de las fases en la mezcla.
J.D. Hanawalt, un químico analítico que trabajó para Dow Chemical en los años 30, fue el primero en darse cuenta del potencial analítico de crear una base de datos. Hoy en día está representada por el Archivo de Difracción de Polvos del Centro Internacional de Datos de Difracción (antes Comité Conjunto de Estudios de Difracción de Polvos). Gracias al trabajo de desarrolladores de software y fabricantes de equipos de todo el mundo, se han podido realizar búsquedas por ordenador. En la actualidad hay más de 1.047.661 materiales de referencia en las bases de datos del Archivo de Difracción de Polvos 2021, y estas bases de datos están interconectadas con una amplia variedad de software de análisis de difracción y distribuidas por todo el mundo. El Archivo de Difracción de Polvos contiene muchos subarchivos, como minerales, metales y aleaciones, productos farmacéuticos, medicina forense, excipientes, superconductores, semiconductores, etc., con grandes colecciones de materiales de referencia orgánicos, organometálicos e inorgánicos.

### Cristalinidad
En contraste con un patrón cristalino consistente en una serie señal detectada consistente en picos nítidos, los materiales amorfos (líquidos, vidrios, etc.) producen una amplia señal de fondo. Muchos polímeros muestran un comportamiento semicristalino, es decir, parte del material forma un cristalito ordenado por plegamiento de la molécula. Una sola molécula de polímero puede plegarse en dos cristalitos diferentes adyacentes y formar así un enlace entre ambos, esta característica impide que la parte ligada cristalice. El resultado es que la cristalinidad nunca alcanzará el 100%. La DRX en polvo puede utilizarse para determinar la cristalinidad comparando la intensidad integrada del patrón de fondo con la de los picos nítidos. Los valores obtenidos mediante DRX en polvo suelen ser comparables, aunque no idénticos, a los obtenidos mediante otros métodos como la DSC.

### Parámetros de red
La posición de un pico de difracción es independiente de las posiciones atómicas dentro de la celda y está totalmente determinada por el tamaño y la forma de la celda unitaria de la fase cristalina. Cada pico representa un plano de red determinado y, por tanto, puede caracterizarse por un índice de Miller. Si la simetría es alta, por ejemplo: cúbica o hexagonal no suele ser demasiado difícil identificar el índice de cada pico, incluso para una fase desconocida. Esto es particularmente importante en química del estado sólido, donde uno está interesado en encontrar e identificar nuevos materiales. Una vez que se ha indexado un patrón, éste caracteriza el producto de la reacción y lo identifica como una nueva fase sólida. Existen programas de indexación para tratar los casos más difíciles, pero si la celda unitaria es muy grande y la simetría baja (triclínica) el éxito no siempre está garantizado.

### Tensores de expansión y módulo de compresibilidad

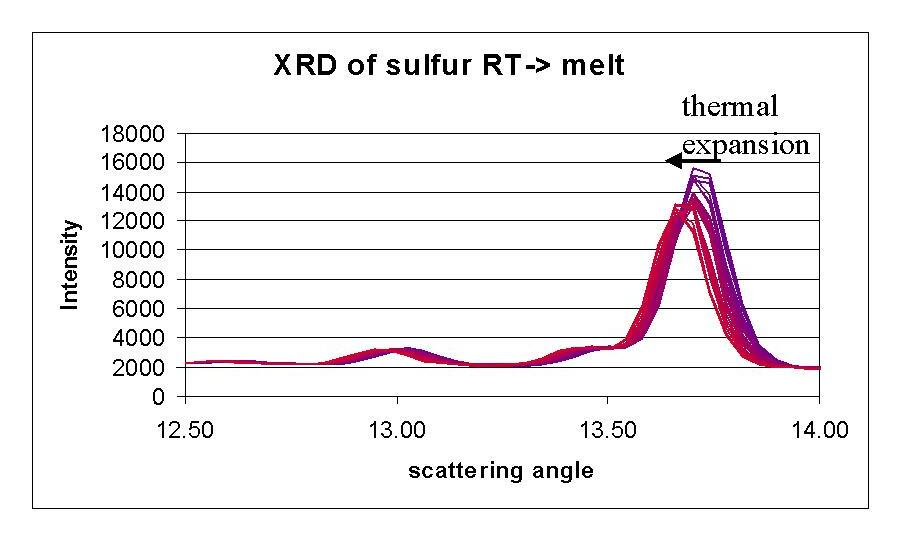
Expansión térmica de un polvo de azufre.

Los parámetros celulares dependen en cierta medida de la temperatura y la presión. La difracción de polvo puede combinarse con el control in situ de la temperatura y la presión. A medida que se cambian estas variables termodinámicas, los picos de difracción observados migran indicando espaciamientos de red mayores o menores a medida que la célula unitaria se distorsiona. Esto permite la medición de cantidades tales como el tensor de expansión térmica y el módulo de compresibilidad isotérmico, así como la determinación de la ecuación de estado completa del material.

### Transiciones de fase
En algunas condiciones críticas, por ejemplo 0 °C para el agua a 1 atm, una nueva disposición de átomos o moléculas puede volverse estable, dando lugar a una transición de fase. En este punto aparecerán nuevos picos de difracción o desaparecerán los antiguos según la simetría de la nueva fase. Si el material se funde en un líquido isotrópico, todas las líneas nítidas desaparecerán y serán sustituidas por un amplio patrón amorfo. Si la transición da lugar a otra fase cristalina, un conjunto de líneas será sustituido repentinamente por otro conjunto. En algunos casos, sin embargo, las líneas se dividirán o fusionarán, por ejemplo, si el material experimenta una transición de fase continua de segundo orden. En tales casos, la simetría puede cambiar porque la estructura existente se distorsiona en lugar de ser sustituida por una completamente diferente. Por ejemplo, los picos de difracción para los planos de red (100) y (001) pueden encontrarse en dos valores diferentes de q para una fase tetragonal, pero si la simetría se vuelve cúbica los dos picos llegarán a coincidir.

### Refinamiento y determinación de la estructura cristalina
La determinación de la estructura cristalina a partir de datos de difracción de polvo es extremadamente difícil debido al solapamiento de las reflexiones en un experimento de polvo.  Existen varios métodos para determinar la estructura, como el recocido simulado y la inversión de carga. Las estructuras cristalinas de materiales conocidos se pueden refinar, es decir, en función de la temperatura o la presión, mediante el Método de Rietveld. El método de Rietveld es una técnica de análisis de patrones completos. Una estructura cristalina, junto con información instrumental y microestructural, se utiliza para generar un patrón de difracción teórico que puede compararse con los datos observados. A continuación, se utiliza un procedimiento de mínimos cuadrados para minimizar la diferencia entre el patrón calculado y cada punto del patrón observado ajustando los parámetros del modelo. Existen técnicas para determinar estructuras desconocidas a partir de datos de polvo, pero son algo especializadas. Algunos programas que pueden utilizarse en la determinación de estructuras son TOPAS, Fox, DASH, GSAS-II, EXPO2004 y algunos otros.

### Tamaño y ensanchamiento de la deformación
Hay muchos factores que determinan la anchura B de un pico de difracción. Estos incluyen:
1. factores instrumentales
2. la presencia de defectos en la red perfecta
3. diferencias de deformación en distintos granos
4. el tamaño de los cristalitos

A menudo es posible separar los efectos del tamaño y de la deformación. Cuando el ensanchamiento por tamaño es independiente de q (K=1/d), el ensanchamiento por deformación aumenta al aumentar los valores de q. En la mayoría de los casos, habrá tanto ensanchamiento por tamaño como por deformación. Es posible separarlos combinando las dos ecuaciones en lo que se conoce como el método Hall-Williamson:
{\displaystyle B\cdot \cos(\theta )={\frac {k\lambda }{D}}+\eta \cdot \sin(\theta ),}
Así, al representar {\displaystyle \displaystyle B\cdot \cos(\theta )} vs. {\displaystyle \displaystyle \sin(\theta )} se obtiene una recta con pendiente {\displaystyle \displaystyle \eta } e intercepción al origen {\displaystyle \displaystyle {\frac {k\lambda }{D}}}.
La expresión es una combinación de la ecuación de Scherrer para el ensanchamiento por tamaño y la expresión de Stokes y Wilson para el ensanchamiento por deformación. El valor de η es la deformación en los cristalitos, el valor de D representa el tamaño de los cristalitos. La constante k suele ser cercana a la unidad y oscila entre 0,8 y 1,39.

### Comparación de la dispersión de rayos X y neutrones
Los fotones de rayos X se dispersan por interacción con la nube de electrones del material, los neutrones se dispersan por los núcleos. Esto significa que, en presencia de átomos pesados con muchos electrones, puede ser difícil detectar átomos ligeros por difracción de rayos X. Por el contrario, las longitudes de dispersión de neutrones de la mayoría de los átomos son aproximadamente iguales en magnitud. Por lo tanto, las técnicas de difracción de neutrones pueden utilizarse para detectar elementos ligeros como el oxígeno o el hidrógeno en combinación con átomos pesados. Por tanto, la técnica de difracción de neutrones tiene aplicaciones obvias en problemas como la determinación de los desplazamientos de oxígeno en materiales como los superconductores de alta temperatura y los ferroeléctricos, o los enlaces de hidrógeno en sistemas biológicos.
Una complicación adicional en el caso de la dispersión de neutrones de materiales hidrogénicos es la fuerte dispersión incoherente del hidrógeno (80.27(6) barn). Esto conduce a un fondo muy alto en los experimentos de difracción de neutrones, y puede hacer imposibles las investigaciones estructurales. Una solución habitual es la deuteración, es decir, la sustitución de los átomos 1-H de la muestra por deuterio (2-H). La longitud de dispersión incoherente del deuterio es mucho menor (2,05(3) barn), lo que facilita considerablemente las investigaciones estructurales. Sin embargo, en algunos sistemas, la sustitución del hidrógeno por deuterio puede alterar las propiedades estructurales y dinámicas de interés.
Como los neutrones también tienen un momento magnético, se dispersan adicionalmente por cualquier momento magnético existente en una muestra. En el caso del orden magnético de largo alcance, esto conduce a la aparición de nuevas reflexiones de Bragg. En la mayoría de los casos sencillos, se puede utilizar la difracción de polvo para determinar el tamaño de los momentos y su orientación espacial.

### Cúmulos dispuestos periódicamente
La predicción de la intensidad dispersa en patrones de difracción de polvo de gases, líquidos y nanocúmulos distribuidos aleatoriamente en el estado sólido se realiza (en primer orden) de forma bastante elegante con la ecuación de dispersión de Debye:
{\displaystyle I(q)=\sum _{i=1}^{N}\sum _{j=1}^{N}f_{i}(q)f_{j}(q){\frac {\sin(qr_{ij})}{qr_{ij}}},}
donde la magnitud del vector de dispersión q está en red recíproca unidades de distancia, N es el número de átomos, fi( q) es el factor de dispersión atómica para el átomo i y el vector de dispersión q, mientras que rij es la distancia entre el átomo  i y el átomo j. También se puede usar esto para predecir el efecto de la forma de los nanocristalitos en los picos de difracción detectados, incluso si en algunas direcciones el grupo tiene solo un átomo de espesor.

### Análisis semicuantitativo
El análisis semicuantitativo de las mezclas policristalinas se puede realizar mediante el uso de métodos tradicionales de pico único, como la relación de intensidad relativa (RIR) o métodos de patrón completo mediante el refinamiento de Rietveld o PONCKS (refinamiento parcial).
o sin estructuras cristalinas conocidas. La elección del método depende del conocimiento sobre el sistema analizado, ya que, por ejemplo, el refinamiento de Rietveld necesita la estructura cristalina resuelta de cada componente de la mezcla a realizar. En las últimas décadas, el análisis multivariante comenzó a extenderse como un método alternativo para la cuantificación de fases.

## Dispositivos

### Cámaras
Las cámaras más simples para la difracción de rayos X en polvo consisten en un pequeño capilar y un detector de placa plana (originalmente una pieza de película de rayos X, ahora con suma frecuencia un detector de placa plana o una cámara CCD) o cilíndrico (originalmente un trozo de película en un tarro de galletas, pero cada vez más se utilizan detectores sensibles a la posición doblada). Los dos tipos de cámaras se conocen como cámara Laue y Debye-Scherrer.
Para la difracción de neutrones, se utilizan cilindros de vanadio como portamuestras. El vanadio tiene una absorción insignificante y una sección transversal de dispersión coherente para los neutrones y, por lo tanto, es casi invisible en un experimento de difracción de polvo. Sin embargo, el vanadio tiene una sección transversal de dispersión incoherente considerable que puede causar problemas para técnicas más sensibles como la dispersión inelástica de neutrones.
Un desarrollo posterior en las cámaras de rayos X es la cámara Guinier. Está construido alrededor de un cristal doblado enfocador monocromador. La muestra generalmente se coloca en el haz de enfoque, p. como un polvo en un trozo de cinta adhesiva. Se coloca una pieza cilíndrica de película (o detector electrónico multicanal) en el círculo de enfoque, pero el haz incidente impide que llegue al detector para evitar daños por su alta intensidad.
Las cámaras basadas en tecnología híbrida de recuento de fotones, como por ejemplo el detector PILATUS, se utilizan ampliamente en aplicaciones en las que se requieren altas velocidades de adquisición de datos y una mayor calidad de los mismos.

### Difractómetros

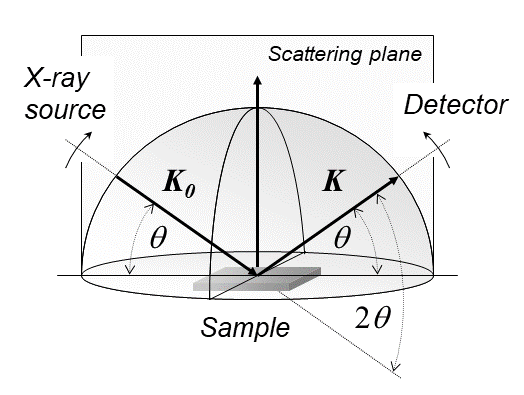
Hemisferio de difracción que muestra los haces entrantes y difractados K_{0} y K que están inclinados en un ángulo θ con respecto a la superficie de la muestra.

Los difractómetros pueden funcionar tanto en transmisión como en reflexión, pero la reflexión es más común. La muestra de polvo se carga en un pequeño recipiente en forma de disco y su superficie se aplana cuidadosamente. El disco se coloca en un eje del difractómetro y se inclina en un ángulo  θ  mientras un detector (contador de centelleo) gira alrededor de él en un brazo al doble de este ángulo. Esta configuración se conoce con el nombre de Bragg-Brentano θ-2θ.
Otra configuración es la configuración θ-θ de Bragg-Brentano en la que la muestra está estacionaria mientras el tubo de rayos X y el detector giran a su alrededor. El ángulo formado entre la fuente de rayos X y el detector es de 2θ. Esta configuración es la más conveniente para polvos sueltos.
Los ajustes del difractómetro para diferentes experimentos se pueden ilustrar esquemáticamente mediante un hemisferio, en el que la muestra de polvo reside en el origen. El caso de grabar un patrón en el modo Bragg-Brentano θ-θ se muestra en la figura, donde K0 y K  representan los vectores de onda del haz entrante y difractado que forman el plano de dispersión. Varios otros ajustes para la textura cristalina o las mediciones de tensión/deformación también se pueden visualizar con este enfoque gráfico.
Los detectores sensibles a la posición (PSD) y los detectores de área, que permiten la captación desde múltiples ángulos a la vez, son cada vez más populares en los instrumentos suministrados actualmente.

### Difracción de neutrones
Las fuentes que producen un haz de neutrones de intensidad y velocidad adecuadas para la difracción sólo están disponibles en un pequeño número de reactores nucleares de investigación y fuentes de espalación en el mundo. Los instrumentos de dispersión angular (longitud de onda fija) suelen tener una batería de detectores individuales dispuestos de forma cilíndrica alrededor del soporte de la muestra, por lo que pueden recoger la intensidad dispersa simultáneamente en un amplio rango de 2θ. Los instrumentos de tiempo de vuelo suelen tener una pequeña gama de bancos en diferentes ángulos de dispersión que recogen datos con resoluciones variables.

### Tubos de rayos X
Los equipos de difracción de rayos X de laboratorio se basan en el uso de un tubo de rayos X, que se utiliza para producir los rayos X. El tubo de rayos X de laboratorio más utilizado utiliza un ánodo de cobre, pero también son populares los de cobalto y molibdeno. La longitud de onda en nm varía para cada fuente. La siguiente tabla muestras estas longitudes de onda, determinadas por Bearden y citadas en las Tablas Internacionales para Cristalografía con rayos X (todos los valores en nm):
| Elemento | Kα (peso promedio) | Kα2 (fuerte) | Kα1 (muy fuerte) | Kβ (débil) |
| -------- | ------------------ | ------------ | ---------------- | ---------- |
| Cr       | 0.229100           | 0.229361     | 0.228970         | 0.208487   |
| Fe       | 0.193736           | 0.193998     | 0.193604         | 0.175661   |
| Co       | 0.179026           | 0.179285     | 0.178897         | 0.162079   |
| Cu       | 0.154184           | 0.154439     | 0.154056         | 0.139222   |
| Mo       | 0.071073           | 0.071359     | 0.070930         | 0.063229   |

Según la última reevaluación de  Hölzer et al. (1997), estos valores son:
| Elemento | Kα2       | Kα1       | Kβ        |
| -------- | --------- | --------- | --------- |
| Cr       | 0.2293663 | 0.2289760 | 0.2084920 |
| Co       | 0,1792900 | 0,1789010 | 0,1620830 |
| Cu       | 0,1544426 | 0,1540598 | 0,1392250 |
| Mo       | 0,0713609 | 0,0709319 | 0,0632305 |

#### Otras fuentes
Las aplicaciones internas de la difracción de rayos X siempre se han limitado a las relativamente pocas longitudes de onda mostradas en la tabla anterior. La elección disponible era muy necesaria porque la combinación de ciertas longitudes de onda y ciertos elementos presentes en una muestra puede dar lugar a una fuerte fluorescencia que aumenta el fondo en el patrón de difracción. Un ejemplo notorio es la presencia de hierro en una muestra cuando se utiliza radiación de cobre. En general se deben evitar aquellos elementos justo por debajo del elemento ánodo en el sistema periódico.
Otra limitación es que la intensidad de los generadores tradicionales es relativamente baja, lo que requiere largos tiempos de exposición e impide cualquier medición dependiente del tiempo. La llegada de las fuentes de sincrotrón ha cambiado drásticamente este panorama y ha hecho que los métodos de difracción de polvos entren en una fase de desarrollo completamente nueva. No sólo se dispone de una gama mucho más amplia de longitudes de onda, sino que el alto brillo de la radiación de sincrotrón permite observar los cambios en el patrón durante las reacciones químicas, las rampas de temperatura, los cambios de presión y similares.
La sintonización de la longitud de onda también permite observar efectos de dispersión anómalos cuando la longitud de onda se elige cerca del borde de absorción de uno de los elementos de la muestra.
La difracción de neutrones nunca ha sido una técnica doméstica porque requiere la disponibilidad de un haz de neutrones intenso que sólo está disponible en un reactor nuclear o en una fuente de espalación. Normalmente, el flujo de neutrones disponible y la débil interacción entre los neutrones y la materia requieren muestras relativamente grandes.

## Ventajas e inconvenientes
Aunque es posible resolver estructuras cristalinas únicamente a partir de datos de rayos X en polvo, su análogo monocristalino es una técnica mucho más potente para la determinación de estructuras. Esto está directamente relacionado con el hecho de que se pierde información al colapsar el espacio 3D en un eje 1D. No obstante, la difracción de rayos X en polvo es una técnica potente y útil por derecho propio. Se utiliza sobre todo para caracterizar e identificar fases, y para refinar detalles de una estructura ya conocida, más que para resolver estructuras desconocidas.
Las ventajas de la técnica son:
- simplicidad de la preparación de la muestra
- rapidez de medición
- la posibilidad de analizar fases mixtas, por ejemplo, muestras de suelo
- determinación de estructuras "in situ"

Por el contrario, el crecimiento y montaje de monocristales grandes es notablemente difícil. De hecho, hay muchos materiales para los que, a pesar de muchos intentos, no se ha demostrado que sea posible obtener monocristales. Muchos materiales están fácilmente disponibles con suficiente microcristalinidad para la difracción de polvo, o las muestras se pueden triturar fácilmente a partir de cristales más grandes. En el campo de la química del estado sólido que a menudo tiene como objetivo sintetizar materiales nuevos, los cristales individuales de los mismos no suelen estar disponibles de inmediato. La difracción de polvo es, por tanto, uno de los métodos más potentes para identificar y caracterizar nuevos materiales en este campo.
Particularmente para la difracción de neutrones, que requiere muestras más grandes que la difracción de rayos X debido a una sección transversal de dispersión relativamente débil, la capacidad de usar las muestras grandes pueden ser críticas, aunque se están construyendo fuentes de neutrones más nuevas y brillantes que pueden cambiar esta imagen.
Dado que se miden simultáneamente todas las posibles orientaciones de los cristales, los tiempos de medición pueden ser relativamente cortos para muestras pequeñas y con dispersión débil. Esto no es sólo conveniente, sino que puede ser esencial para muestras que son inestables, ya sea inherentemente o bajo bombardeo de rayos X o neutrones, o para estudios resueltos en el tiempo. Para estos últimos es deseable disponer de una fuente de radiación potente. La llegada de la radiación sincrotrón y de las modernas fuentes de neutrones ha contribuido a revitalizar el campo de la difracción de polvos, ya que ahora es posible estudiar los cambios dependientes de la temperatura, la cinética de las reacciones, etc. mediante la difracción de polvos con resolución temporal.